# Penthimia densa
Penthimia densa är en insektsart som beskrevs av Kuoh. Penthimia densa ingår i släktet Penthimia och familjen dvärgstritar. Inga underarter finns listade i Catalogue of Life.